# Sedecio de Bizancio
Sedecio (en griego, Σεδεκίων), que murió en el año 114, fue el obispo de Bizancio durante nueve años, de 105-114. 
Sucedió al Obispo Plutarco. Durante su episcopado, se produjo la persecución de los cristianos por el emperador Trajano. Su sucesor fue Diógenes.
| Predecesor: Plutarco de Bizancio | Obispo de Bizancio 105-114 | Sucesor: Diógenes de Bizancio |